# ديفيد لايتي
ديفيد لايتي (بالإنجليزية: David Lighty)‏ مواليد 27 مايو 1988 في كليفلاند، هو لاعب كرة سلة أمريكي. بدأ مسيرته الاحترافية في سنة 2011. يلعب مع فريق دينامو باسكت ساساري في ليغا باسكيت الدرجة الأولى. يحمل الرقم 35. يبلغ طوله 6 قدم 6 بوصة (2.0 م). حقق المركز الثاني في كأس العالم للشباب تحت 19سنة لكرة السلة 2007.

## المسيرة الاحترافية
لعب مع بالاكانسترو كانتو في الدوري الإيطالي في سنة 2011، ثم لعب مع جويرينو فانولي باسكت في موسم 2011–2012، ثم لعب مع جاي إس إف نانتير في الدوري الفرنسي من سنة 2012 إلى 2014، ثم لعب مع أسفيل باسكت من سنة 2014 إلى 2016، ثم لعب مع أكويلا باسكت ترينتو في الدوري الإيطالي في موسم 2016–2017، ثم لعب مع دينامو باسكت ساساري في سنة 2017.

## الميداليات
| الميدالية | المسابقة                                    |
| --------- | ------------------------------------------- |
| فضية      | كأس العالم للشباب تحت 19سنة لكرة السلة 2007 |

## روابط خارجية
- ديفيد لايتي على موقع الاتحاد الدولي لكرة السلة (الإنجليزية)
- ديفيد لايتي على موقع الدوري الأوروبي لكرة السلة (الإنجليزية)
- ديفيد لايتي على موقع كرة السلة الأوروبية.كوم (الإنجليزية)
- ديفيد لايتي على موقع كلية كرة السلة في سبورتس رفرنس.كوم (الإنجليزية)
- ديفيد لايتي على موقع ريلجم (الإنجليزية)
- ديفيد لايتي على موقع بروبوليرز (الإنجليزية)
- ديفيد لايتي على موقع سبورتس رفرنس (الإنجليزية)